# 豊橋朝鮮初級学校
豊橋朝鮮初級学校（とよはしちょうせんしょきゅうがっこう、도요하시조선초급학교）は、愛知県豊橋市にあった朝鮮学校。

## 概要
学校法人愛知朝鮮学園が運営する。主に愛知県東部在住の在日朝鮮人子弟が通学した。
日本の幼稚園・小学校に相当する教育を行っている各種学校（非一条校）であった。

## 沿革
- 1945年～1946年 - 豊橋市内の大崎、花田、向山、小坂井など各地に国語講習所設立
- 1946年
  - 2月16日 - 豊橋市大崎町に大崎朝鮮人小学校（後の「愛知朝鮮第11初級学校」)開校
  - 日付不明 - 岡崎市康生町に岡崎朝鮮人小学校（後の「愛知朝鮮第13初級学校」）開校
  - 日付不明 - 宝飯郡小坂井町に小坂井朝鮮人小学校（後の「愛知朝鮮第14初級学校」）開校
- 1949年10月19日 - 朝鮮人学校閉鎖令発令により生徒は日本の小・中学校へ編入学する。
- 1951年 - 岡崎市の広幡小学校、根石小学校、井田小学校、梅園小学校、大樹寺小学校、宝飯郡の小坂井東小学校、小坂井中学校など、日本の公立学校に特設学級を設置
- 1957年 - 朝鮮民主主義人民共和国から第1回教育援助費と奨学金が送られる
- 1959年
  - 9月 - 愛知朝鮮第11初級学校に中級部を併設
  - 日付不明 - 豊橋市柳生町（現校地）に移転し校名を「豊橋朝鮮初中級学校」改称
- 1967年
  - 2月14日 - 愛知朝鮮学園の学校法人の認可を取得
  - 3月31日 - 豊橋朝鮮初中級学校の設置認可取得
- 1970年2月 - 附属幼稚園を併設
- 1980年9月21日 - 鉄筋5階建て現校舎を新築
- 1998年
  - 4月1日 - 校名を現在の豊橋朝鮮初級学校に改称
  - 日付不明 - 学生数減少に伴い岡崎市も同校学区とする措置が取られる
- 2001年1月9日 - 豊橋朝鮮初級学校附属幼稚園の設置認可を取得
- 2024年 - 閉校[1]

## 学科
- 初級部
- 幼稚班

※ 時期不明 中級部が存在した。

## 生徒数
- 2006年（平成18年）時点で約40人。
- 2016年（平成28年）時点で初級部6人幼稚班4人。

## 所在地
- 〒441-8041：愛知県豊橋市柳生町19